# Hijazma
Hijazma je mjesto gdje su se u mejozi ispreplele kromatide homolognih kromosoma. Na hijazmama se može dogoditi prekopčavanje tih dijelova nesestrinskih kromatida odnosno može se dogoditi crossing over, izmjena dijelova kromatida, tako što na hijazmama dolazi do pucanja i izmjene materijala.
Sestrinske kromatide, kao i nesestrinske kromatide mogu tvoriti hijazme, strukturu zvanu hi-struktura. Budući da im je genski materijal istovjetan, ne prouzrokuje nikakvu izmjenu koja rezultira stanicama kćerima. Hijazme su vidljive u dionici diplotena u profazi I mejoze. Smatra se da se stvarni crossing-over genskog materijala odvija tijekom prijašnje dionice, pahitena.
Fenomen genskih hijazma (hijazmatipija) otkrio je i opisao 1909. godine isusovački profesor na Katoličkom sveučilištu u belgijskom gradu Leuvenu Frans Alfons Janssens. "Bivalentno" se odnosi na dva homologna kromosoma (četiri kromatide); "hijazma" se odnosi na stvarni prekid fosfodiesterske veze tijekom crossing overa.